# Fjäderholmarnas krog

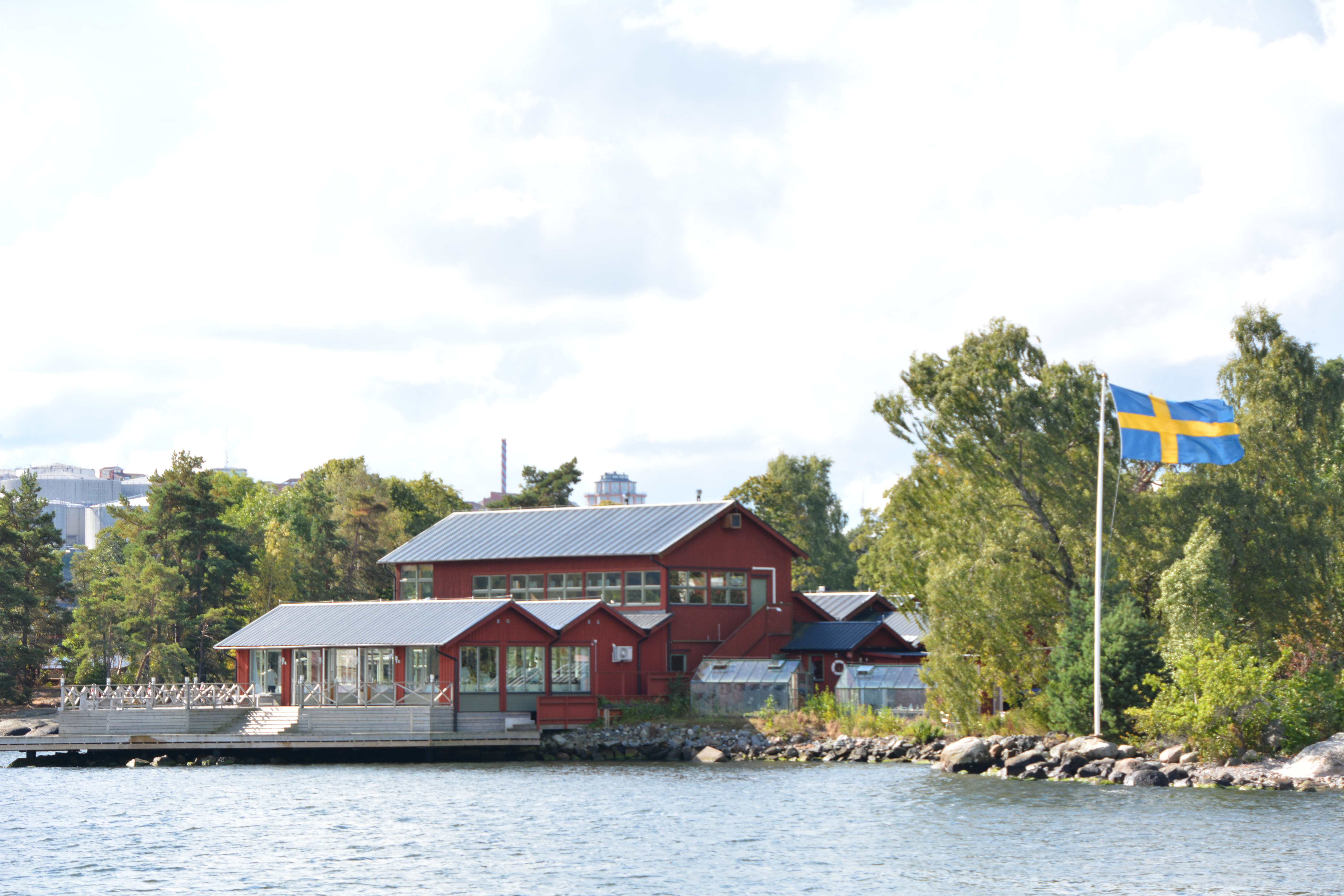
Fjäderholmarnas krog.

Fjäderholmarnas krog & magasin är en sommaröppen restaurang belägen på Fjäderholmarna utanför Stockholm, byggd 1985  och är belägen i den Kungliga nationalstadsparken. 
Restaurangen är omnämnd som en Bib Gourmand i 2011 års upplaga av Guide Michelin.